# Château de Remilly-Aillicourt
Le château de Remilly-Aillicourt est un hôtel particulier construit par un manufacturier sedanais au XVIIIe siècle, situé à Remilly-Aillicourt, en France.

## Description
Le bâtiment central est presque carré, avec un toit à la Mansart, une façade aux pierres appareillées, aux fenêtres encadrées de moulures et à porte centrale entourée de refends. Portes et fenêtres sont décorées d'un cartouche sculpté sur la clé de voute.
Mais ce qui retient l'attention et renforce l'élégance de l'édifice sont les deux ailes basses de trois travées, incurvées, entourant ce logis central et le reliant à deux pavillons carrés, de moellons enduits, de moindre taille et de moindre élévation. L'ensemble constitue la cour d'entrée, fermée par un mur et un portail encadré de deux colonnes baguées.
L'aile à la gauche de l'entrée lorsqu'on regarde le logis central, a été rajouté vers 1870.

## Localisation
Le château est situé sur la commune de Remilly-Aillicourt, dans le département français des Ardennes, au cœur de l'ancienne commune de Remilly. L'entrée donne sur la rue d'en-bas, ou D4B, principale route menant de Sedan à Mouzon. Le jardin et les cinq hectares du domaine donnent sur la Meuse,.

## Historique
La construction du château commence en 1774, à l'initiative d'Antoine Raulin, un manufacturier sedanais de l'industrie du textile. Il est édifié sur un terrain à l'époque de 35 hectares. Il n'est pas tout à fait terminé en 1777 qu'un avocat au parlement de Paris, François Collin de Curemont, seigneur de Villers-devant-Mouzon rachète la propriété. Ce Collin de Curemont a deux filles. L'une d'elles, Anne-Françoise  Collin de Curmont épouse Jean François Félix Dorival, alors président de la Cour du duché de Bouillon. C'est ce couple qui hérite du château et y habite lorsque le duché de Bouillon disparaît, durant les années révolutionnaires.
Le château continue à se transmettre par les femmes sur les deux générations suivantes. Anne-Françoise  Collin de Curmont et Jean François Félix Dorival ont une fille unique, Anne Françoise Thérèse Félix Dorival qui se marie en 1803 à un jeune officier de l'armée napoléonienne, Louis Samuel Béchet, lui aussi fils d'un manufacturier de l'industrie textile sedanaise, qui devient quelques années plus tard général et est anobli par l'Empereur, le général Béchet de Leocour. Ils ont quatre enfants, trois filles et un garçon, mais c'est la fille aînée, Thérèse Charlotte Constance Aglaé Béchet de Leocour, née en 1805, épouse  de Joseph Marie Lamour (1803-1886), un percepteur des contributions directes et maire de Remilly, qui hérite du domaine. Leur succèdent leur fils Albert Félix Lamour (1837-1897), qui prend le nom de Lamour-Béchet de Léocour, puis leur petit-fils, Louis-Félix Lamour, conseiller général, puis le marquis de Sainte-Valière, et Monsieur Desloges. Le château est vendu en 1933, devient un moment une maison de vacances puis est délaissé. Il est racheté par Claudine et Philippe Mathieu, en mauvais état.
Ces nouveaux propriétaires s'emploient à le sauver, y consacrant trente-quatre ans de travaux. Ils obtiennent que l'édifice soit inscrit au titre des monuments historiques en 1984.